# Tomáš Seidan
Tomáš Seidan (6. září 1830 Praha – 2. prosince 1890  Praha) byl český sochař a pedagog.

## Život
Narodil se v Praze na Starém Městě v rodině rytce Antonína Seidana. Pocházel z devíti sourozenců. Jeho starší bratr Václav Jan Seidan (1817–1870) byl medailérem. V roce 1839 zemřel otec Antonín Seidan.
Tomáš Seidan se vyučil sochařství v dílně bratrů Josefa a Emanuela Maxových a v letech 1843–1845 studoval na Akademii výtvarných umění v Praze u Christiana Rubena. V té době došlo k reformám výuky od strnulého akademismu směrem k realistické malbě. Od roku 1849 Seidan působil jako modelér porcelánky ve Staré Roli a po odchodu Václava Levého do Říma (1854) převzal jeho dílnu.
Po dvacet let působil jako profesor modelování na Pražské technice. Na pražské Akademii nebyl zřízen ateliér sochařství a proto hodiny modelování v ateliéru sochaře Tomáše Seidana navštěvoval Josef Mauder, Ladislav Šaloun a také mladý Myslbek. Myslbek strávil v Seidanově ateliéru dva roky a pak přešel k Václavu Levému. Později se podílel jako Seidanův pomocník na sochařské zakázce ve vídeňském Arsenálu.
Tomáš Seidan byl členem Umělecké besedy, Krasoumné jednoty (1870–1890) a Spolku svatého Lukáše (1871–1890). Zemřel v Praze v prosinci 1890 ve věku 60 let a je pohřben na Olšanských hřbitovech (V. hřbitov, 10. oddělení, hrob 148).

## Dílo
Seidanovo dílo je pozdně klasicistní, ale jeho portréty jsou oproti Maxovým živější a více se zaměřují na detail. Za jeho nejzdařilejší práci je považován pomník J. F. Smetany, který neusiluje o idealizaci, postrádá dobový patos a nejvíce se vzdaluje sochařskému akademismu. Od současníků se Seidan odlišuje realistickým ztvárněním v několika drobných plastikách, které nejvíce vypovídají o jeho výtvarné představivosti a přibližují ho tvorbě následující generace.
Ve velkých plastikách z pozdějšího období chybí fantazie a vzlet, které Seidan nahrazuje plastickou manýrou s prvky klasicismu, novorenesance a realismu. Seidanovy sochy poznamenal živnostenský ráz jeho sochařské dílny, který je řadí k tehdejšímu průměru, s těžko rozeznatelným autorským rukopisem. Jeho návrhy na výzdobu Palackého mostu v Praze i jiné příležitostné práce byly překonány následující generací sochařů v čele s Josefem Václavem Myslbekem a v soutěži neobstály.

### Realizovaná díla

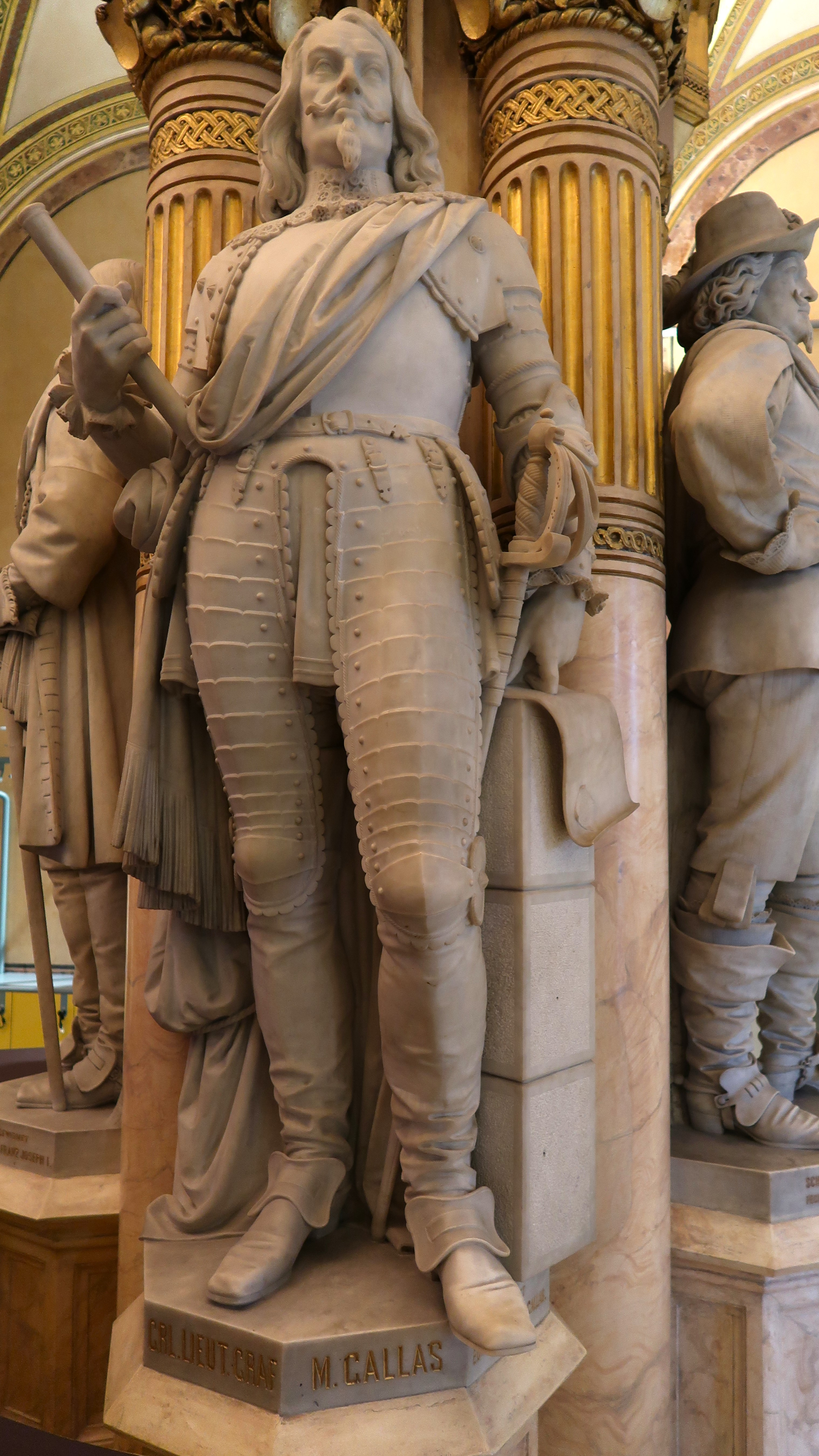
Generál Matyáš Gallas, Vídeň 1867

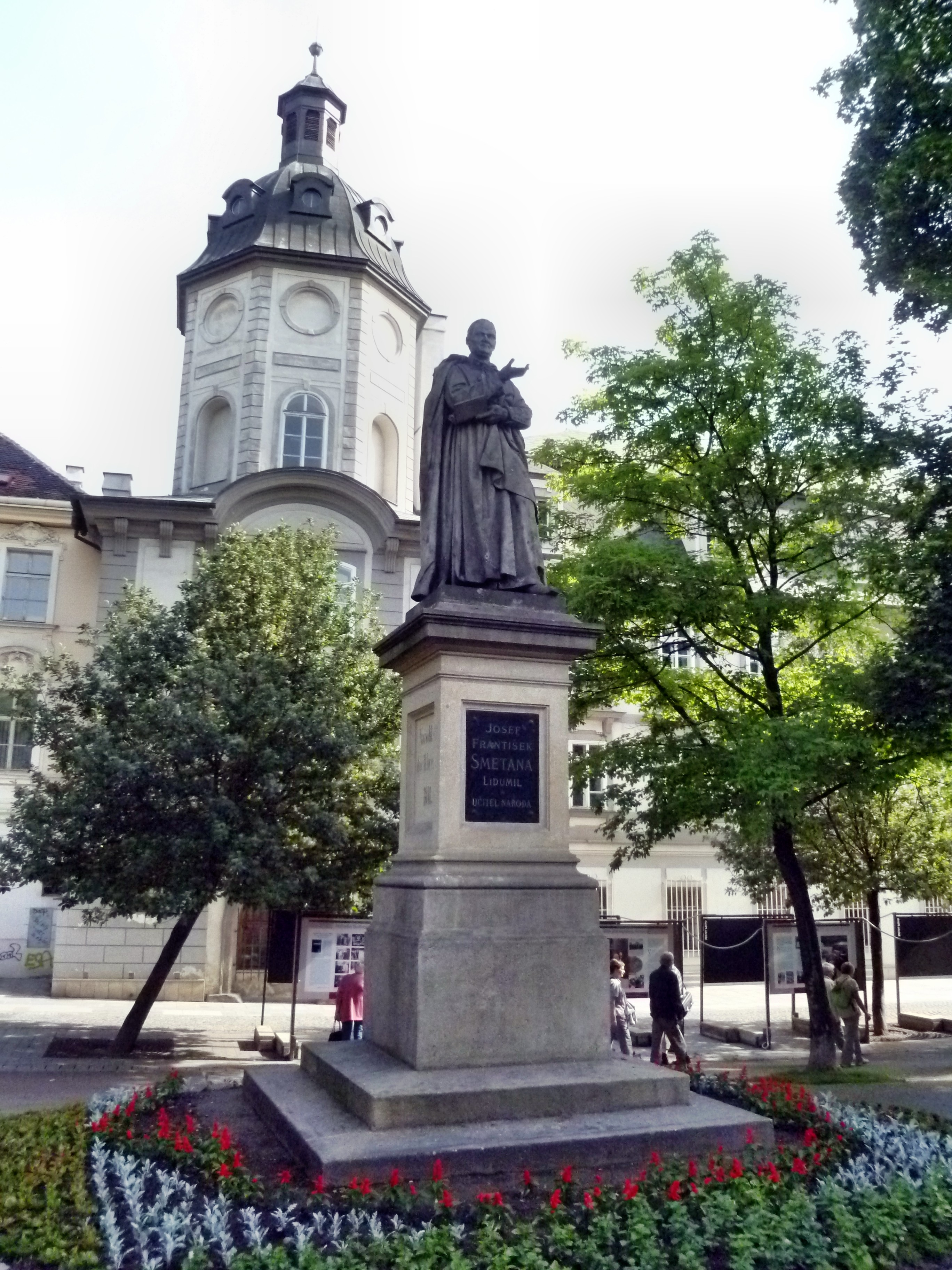
Pomník J. F. Smetany, Plzeň

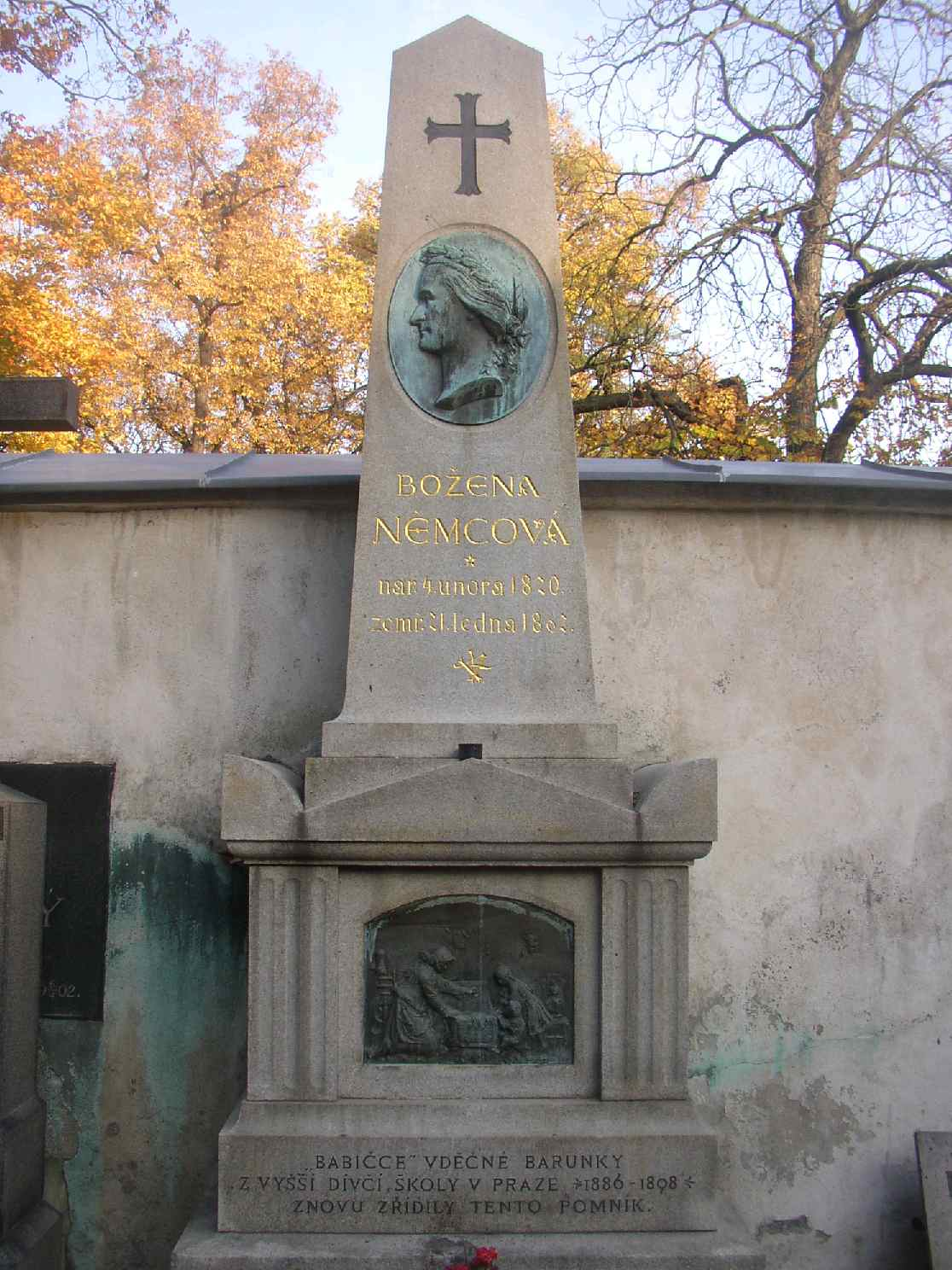
Náhrobek Boženy Němcové

- 1867 Vojenské historické muzeum (Vídeň): tři sochy vojevůdců – Matyáše Gallase, Franze Sebastana de Croix, hraběte Clerfayta a generála Vincence svobodného pána von Bianchi († 1855), kararrský mramor
- reliéf na náhrobku Boženy Němcové na Vyšehradě (portrét je od bratra, Václava J. Seidana)
- 1872–74 pomník premonstráta dr. Josefa Františka Smetany v Plzni
- 1874 socha J. A. Komenského v Přerově, spolupracoval Bernard Otto Seeling (dnes před kostelem českobratrské církve v Přerově v ulici Čapky Drahlovského)
- 1877 busta cara Petra Velikého na Petrově návrší v Karlových Varech[10]
- busta Jiřího z Poděbrad (mramor), Staroměstská radnice v Praze
- 1876 pomník Wolfganga Amadea Mozarta (pískovec),
- busta hraběte Kašpara Šternberka pro knihovnu Českého musea
- 1864 pomník Ferdinanda Břetislava Mikovce na hřbitově v Košířích (nyní v osadě Sloup)
- pomník hudebního skladatele Václava Jindřicha Veita v Litoměřicích (zachována busta v muzeu)
- náhrobek německého básníka Uffo Horna, Trutnov
- náhrobní plastika malíře Augusta Bedřicha Piepenhagena (1791–1868) na Olšanských hřbitovech
- alegorie Mírnosti a Trpělivosti, Nová budova vídeňského parlamentu
- alegorie Vody a Ohně ve výklencích rizalitů budovy Národního muzea v Praze
- sochy Síly a Víry a Geniové, Arcibiskupský palác v Praze
- sochy Raffaela a Carla Marii von Webera, Rudolfinum v Praze
- plastiky generálů Matyáše Gallase a Vincence von Bianchi (kopie originálů z Arsenalu) v pražské Invalidovně
- Čtyři roční období na zámku Josefův Důl
- socha sv. Barbory v kostele Nejsv. Trojice ve Slaném
- pomník Josefa Löschnera v Kyselce
- 1890 Poprsí Galluse von Hochbergera, Bývalý vojenský léčebný ústav Karlovy Vary

### Společné výstavy
- 1884 Krasoumná jednota v Praze (Umělecká výstava na Žofíně), Žofín, Praha
- 1988/89 Umělecká beseda k 125. výročí založení, Mánes, Praha